# Церква святих апостолів Петра і Павла (Кам'янець-Подільський)
Церква святих апостолів Петра і Павла — найдавніша збережена християнська сакральна споруда міста Кам'янця-Подільського. Триконхова за планом, укріплена контрфорсами.
Петропавлівська церква має подібні плани з Предтеченською (зруйнована 1932 p.) та Троїцькою (зруйнована 1935 p.), але порівняно з ними невеликі розміри. 
Розташовується в північно-західній частині міста. У церкві є фрагменти фресок 16 ст.

## Історія
Церква згадана в документах 1591, 1593 рр.
Крім основного вівтаря в 1740 р., в церкві були ще 2 бокові: в ім'я св. Миколая та св. Варвари.
Під час турецького перебування в Кам'янці (1672—1699 рр.) церкву надали католикам для богослужінь після їх вигнання з костелу св. Катерини. Над бабинцем раніше була башта.
1758 р. на церкві не було купола, а лише двоспадовий дах. Дзвіниця була розташована на воротах.
При церкві існували 3 братства, затверджені в 1736 р. (чоловіче Петропавлівське), 1737 р. (жіноче в ім'я св. Варвари), 1754 р. В 1795 р., після того, як частина Поділля відійшла до Російської імперії, церква стала православною.
В 1834 р. прибудували дзвіницю і розширили церкву на захід. При цьому знайдено напис на одвірку з датою побудови — 1580 р. (не підтверджено документально).
В 1874 р. влаштовано чотирьохярусний іконостас, дерев'яну підлогу, хори. В 1894 р. над центром надбудовано глухий верх (главку), до дзвіниці з півночі прибудована ризниця.
Євгенією Пламеницькою 1970 р. на північній стіні нави виявлено фрагменти автентичних фресок ХVІ ст. До моменту консервації 2002 р. існувала можливість наочно детально оглянути залишки згаданих поліхромій.
1993 р. коштом Валентини Базюк профінансовано встановлення першого, після радянського періоду, іконостасу, авторства Штогрина А.М., разом з іконописцями Анісімовим М., Андрєєвим С.
1996 р. Богданом Боберським запропоновано концепцію реновації інтерʼєру з поліхроміями.

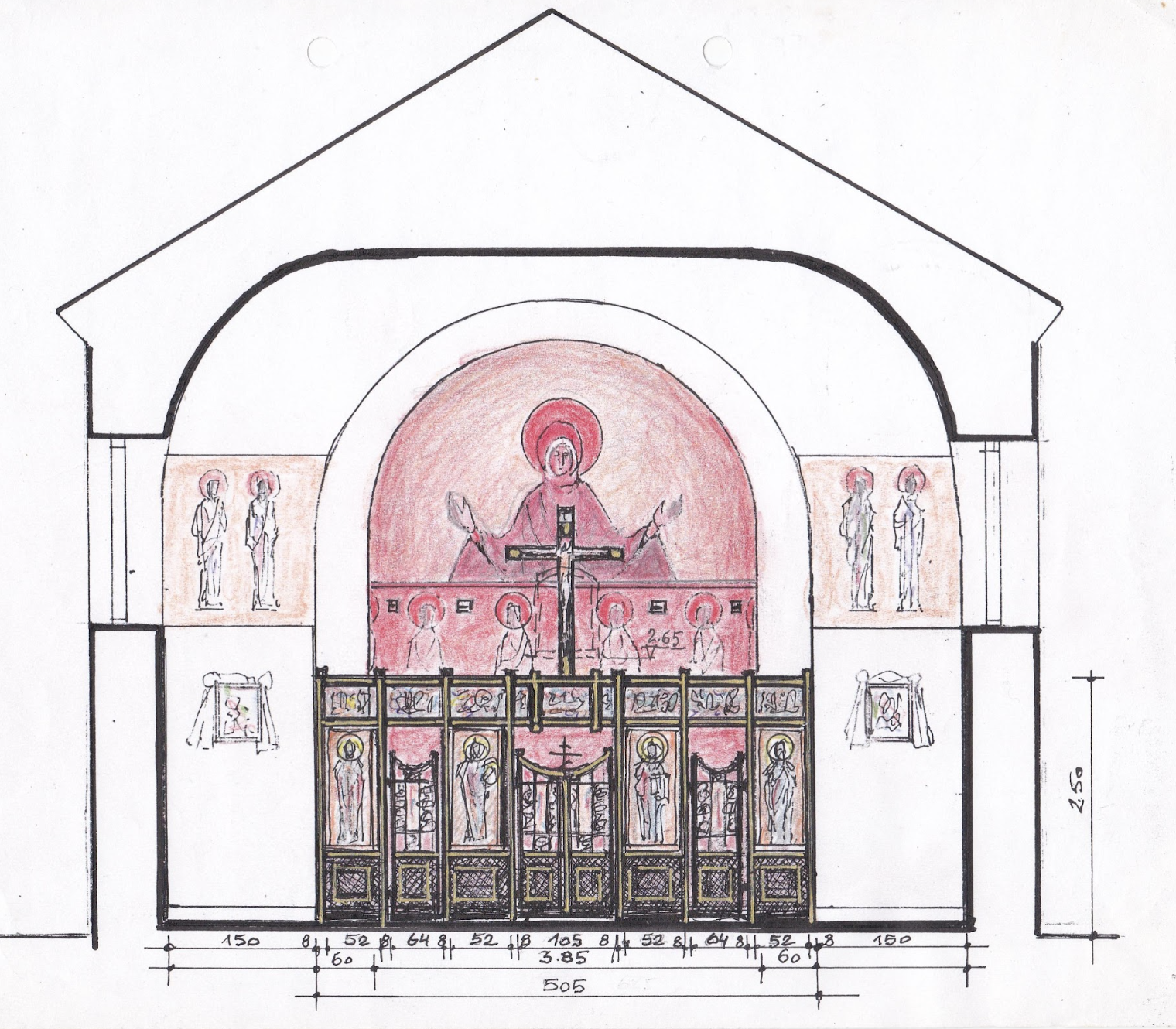
Проект вівтаря ц св.св. Петра і Павла. Б. Боберський

При храмі діє Релігійна організація «Релігійна громада Святих первоверховних апостолів Петра і Павла Православної церкви України».
Файл:Image "Екстерʼєр. Східна апсида".png

## Настоятелі
- Цісар Олександр Володимирович (з 27 вересня 2009), капелан, протоієрей, випускник Національного університету «Острозька академія» 2022 року за спеціальністю «Релігієзнавство», з вересня 2022 аспірант Філологічного факультету Чернівецького національного університету імені Юрія Федьковича. Веде дисертаційне дослідження «Концепція релігійної моралі в релігійно-філософській думці Інокентія Гізеля», під науковим керівництвом доктора філософських наук, доцента Шкрібляка Миколи Васильовича.[1]
- Смоляренко Віктор Антонович (народився 29 січня 1956 р. в селі Гуменці Кам’янець-Подільського району — помер 24 вересня 2009 року), митрофорний протоієрей. Народився в родині Антона Афіцького та Тамари Смоляренко. Був лицарем Подільського пріорства Лицарського Ордену Архистратига Михаїла, а також лицарем-командором. З 1974 по 1977 рік проходив військову службу на Балтійському військово-морському флоті СРСР. Вищу освіту здобув на історичному факультеті Кам'янець-Подільського державного університету. У 1994–1998 роках обирався депутатом Кам'янець-Подільської міської ради другого (22-го) скликання. 2002-2004 був обраний головою Кам’янець-Подільської міської організації  Української Народної партії. 1996 - 1999 працював журналістом у редакціях газет «Кам'янець-Подільський вісник» і «Фортеця». Похований на території храму.[2]